# Вилючинск
Вилю́чинск (на руски: Вилючинск) е затворен град в Камчатски край, Русия. Разположен е на брега на Авачинския залив, на 25 km югозападно от Петропавловск-Камчатски. Административен център е на Вилючински район. Към 2015 г. има население от 21 748 души.
Градът служи за военни цели, като тук са разположени военноморска база Вилючинск както и жилищата на военния персонал. В базата се стационират атомните подводни крайцери със стратегическо предназначение на Тихоокеанския флот на Русия.

## История
Градът е създаден с името Советски на 16 октомври 1968 г. чрез сливането на три села – Рибачи, Приморски и Селдевая. Още по това време селата са служили като база на атомни подводници. В периода 1970 – 1994 г. приема името Петропавловск-Камчатски-50. През 1994 г. е преименуван на Вилючинск по името на близкия вулкан – Вилючински.

## Икономика
Промишлеността на града е свързана с производството на атомни подводници, поддръжката и поправката им. Друг развит отрасъл е риболовът.